# سیارک ۶۱۶۹
سیارک ۶۱۶۹ (به انگلیسی: 6169 Sashakrot، نامگذاری:1981EX4) شش هزار و صد و شصت و نهمین سیارک کشف شده‌است که در ۲ مارس ۱۹۸۱ کشف شد.
قدر مطلق سیارک برابر ۴۰.۷ است.